# Christian Friedrich Wilhelm von Ompteda

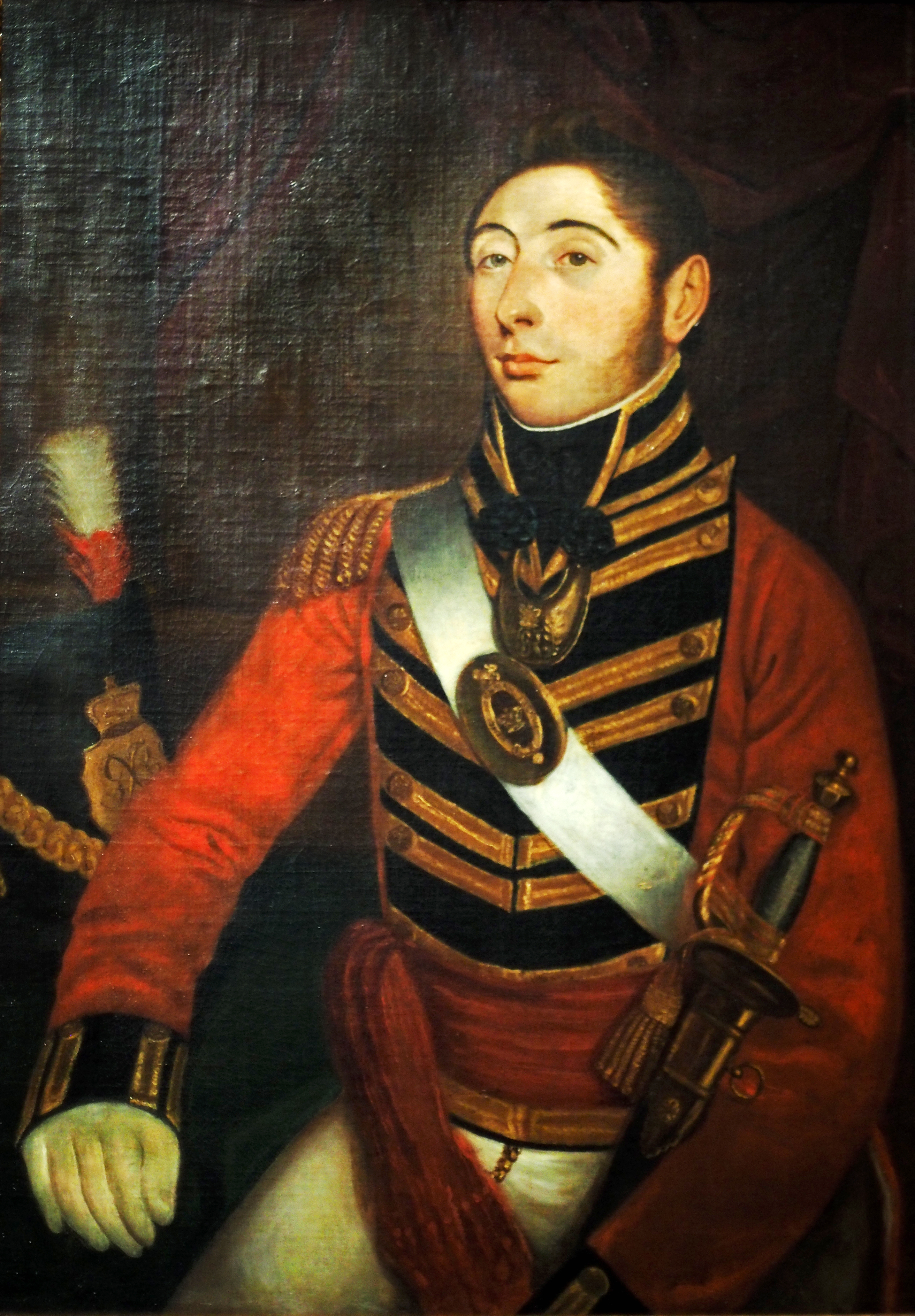
Oberst Christian von Ompteda, Kommandeur des 5. Linienbataillons der King’s German Legion

Christian Friedrich Wilhelm Freiherr von Ompteda (* 26. November 1765 in Ahlden an der Aller; † 18. Juni 1815 in La Haye Sainte) war ein hannoverscher Offizier.

## Leben
Im Alter von sechs Jahren (1771) wurde er zur Erziehung zu seinem Onkel Dietrich Heinrich Ludwig von Ompteda (1746–1803) gesandt, 1777 trat er in das königliche Pagenkorps zu Hannover ein und wurde 1781 Fähnrich im Garderegiment zu Fuß.
Im Jahr 1793 wurde er Chef einer Grenadierkompanie im Krieg gegen die Französische Republik, wo er bei Mont Cassel schwer verwundet wurde.
1794 war er mit dem Feldmarschall Wilhelm von Freytag in England und wurde 1803 Major im hannoverschen Garderegiment. Als die kurhannoversche Armee gemäß der Konvention von Artlenburg vom 5. Juli 1803 aufgelöst wurde, war er einer der ersten in der King’s German Legion in England.

1805 leitete er eine erfolglose Expedition ins nördliche Deutschland und im Jahr darauf zog er mit seinem Bataillon nach Gibraltar. Ein weiteres Jahr später (1807) zogen sie weiter nach Seeland und nahmen dort teil am Kampf gegen Dänemark. Auf der Rückreise kenterte sein Schiff an der holländischen Küste und er war auf Borkum in Gefangenschaft, bis er im folgenden Jahr durch einen Gefangenenaustausch freikam. Im Jahr 1812 wurde er zum Oberstleutnant ernannt und 1813 war er Kommandant des 1. leichten Bataillons. Zwei Jahre später (1815) war er als Oberst und Kommandeur der 2. Brigade der 3. Division unter Generalleutnant Carl von Alten im I. Korps der Alliierten, in welches die King’s German Legion (Königlich Deutschen Legion) integriert war, an der Schlacht bei Waterloo beteiligt. 

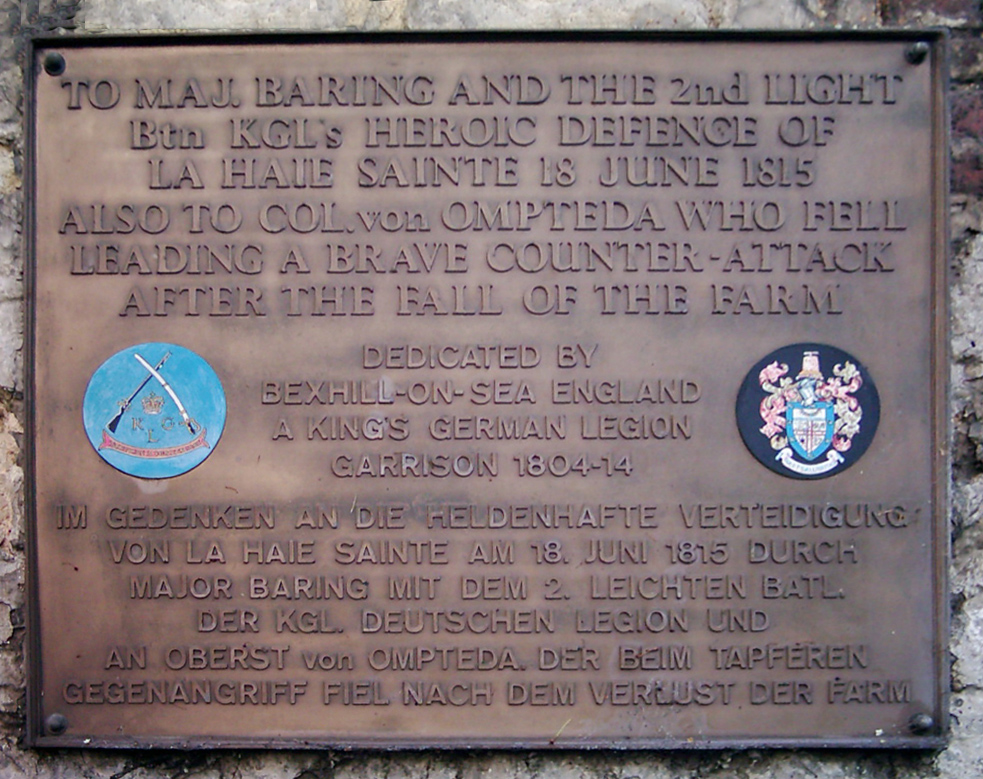
Gedenktafel in La Haye Sainte

Ompteda fiel bei dem Versuch, seine Truppen auf Befehl des Prinzen von Oranien in Kolonnen-Formation auf das umkämpfte Gehöft La Haye Sainte zu führen.